# Syrmadaula automorpha
Syrmadaula automorpha är en fjärilsart som beskrevs av Edward Meyrick 1918. Syrmadaula automorpha ingår i släktet Syrmadaula och familjen stävmalar. Inga underarter finns listade i Catalogue of Life.